# Johnny perillosament
Johnny perillosament (títol original: Johnny dangerously) és una pel·lícula estatunidenca dirigida per Amy Heckerling, estrenada l'any 1984.
Ha estat doblada al català.

## Argument
En els anys 1930, Johnny Kelly és un jove que es veu obligat a cometre un homicidi per subvenir les necessitats de la seva mare. Ha d'abandonar la seva tranquil·la existència i dedicar-se al crim organitzat per fer front a les despeses que li suposa mantenir a la seva mare, sempre malalta i necessitada de costosos tractaments. Amb el nom de Johnny el Perillós, començarà a treballar a les ordres de Dundee, un capo que l'anirà introduint en el negoci.

## Repartiment
- Michael Keaton: Johnny Kelly anomenat Johnny el perillós
- Joe Piscopo: Danny Vermin
- Marilu Henner: Lil
- Richard Dimitri: Roman Moroni
- Maureen Stapleton: Ma Kelly
- Peter Boyle: Jocko Dundee
- Griffin Dunne: Tommy Kelly
- Glynnis O'Connor: Sally
- Danny DeVito: el fiscal
- Dom DeLuise: el papa